# رباطية مجعدة الأوراق
رباطية مجعدة الأوراق أو أفلوس جَعِد الورق نوع من الرباطية موطنه آسيا. النبات هو شجيرة أبيدة أو شجرة صغيرة لها الكثير من الشكير. الأوراق متقابلة جعدة ناعمة على الجانب السفلي أقل من ذلك على السطح العلوي.

## الزراعة والاستخدام
يزرع عادة نباتًا للزينة لأوراقه دائمة الخضرة وتحمل الظل الدائم.

## معرِض الصور

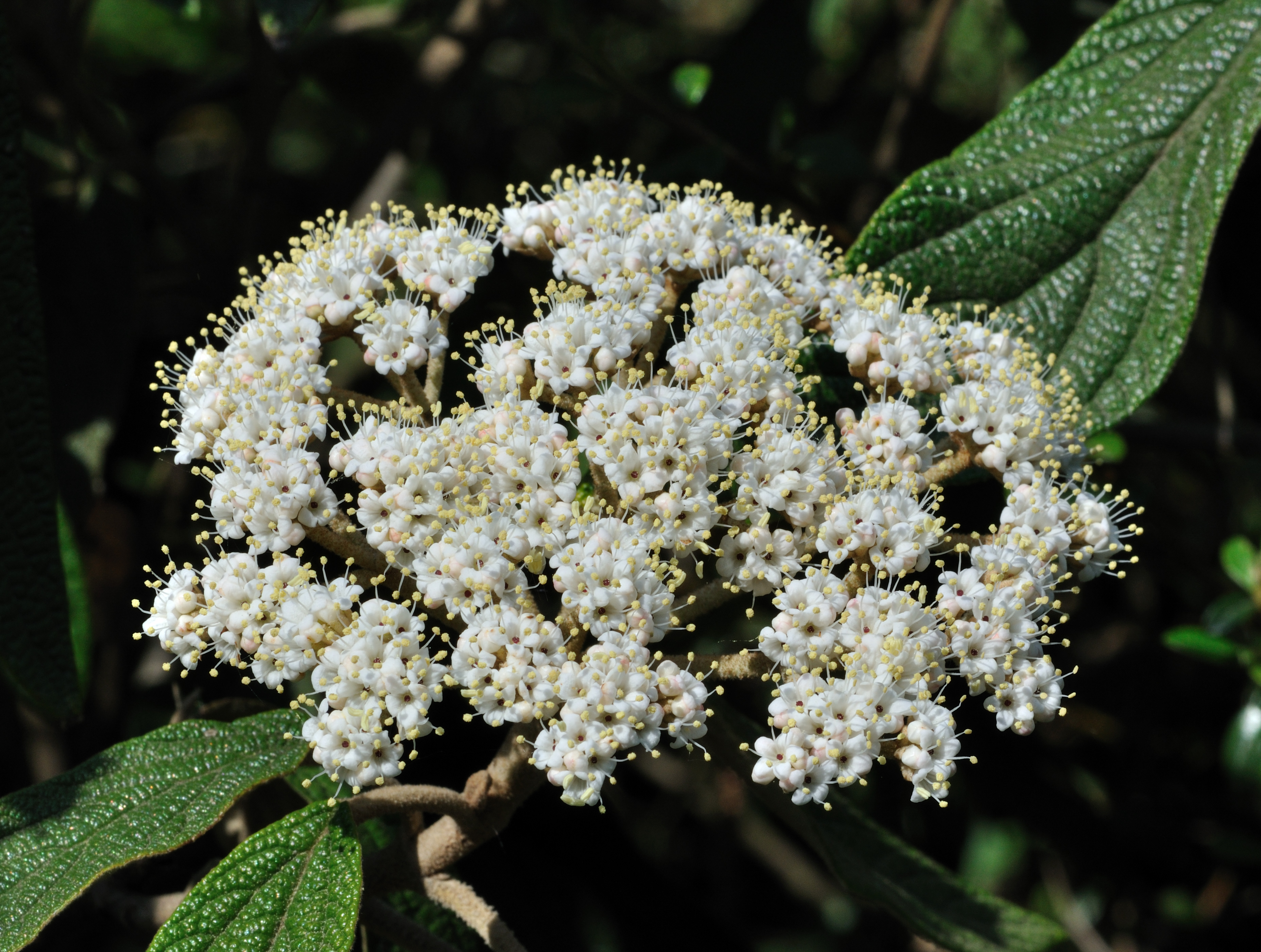
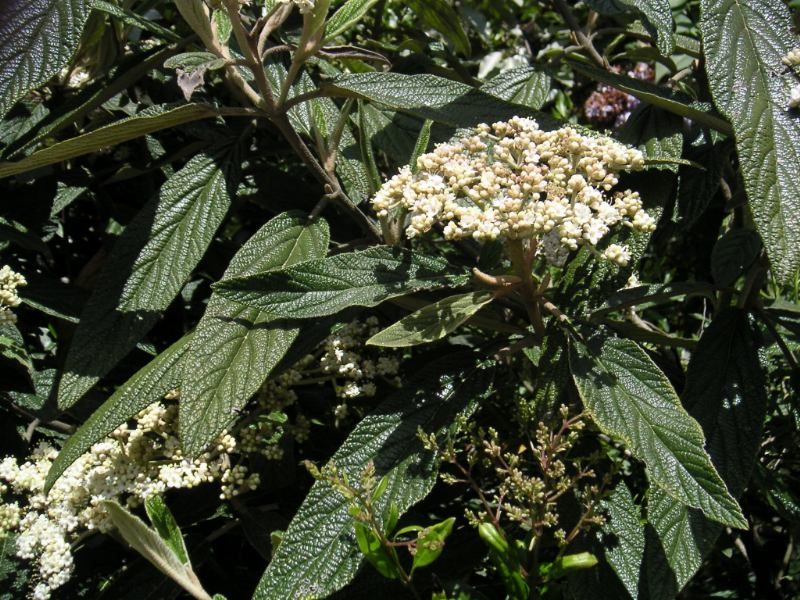
الازهرار
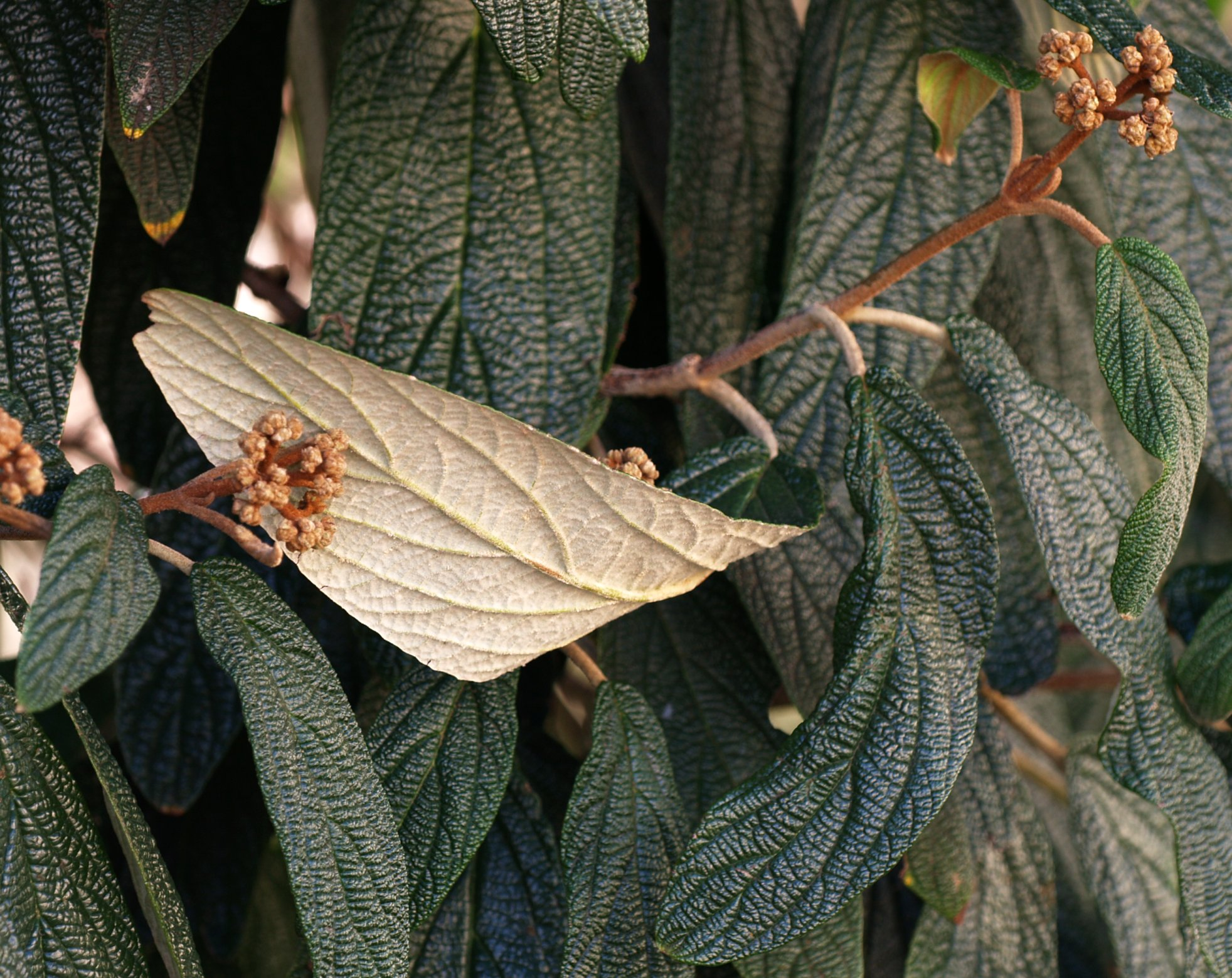
البراعم
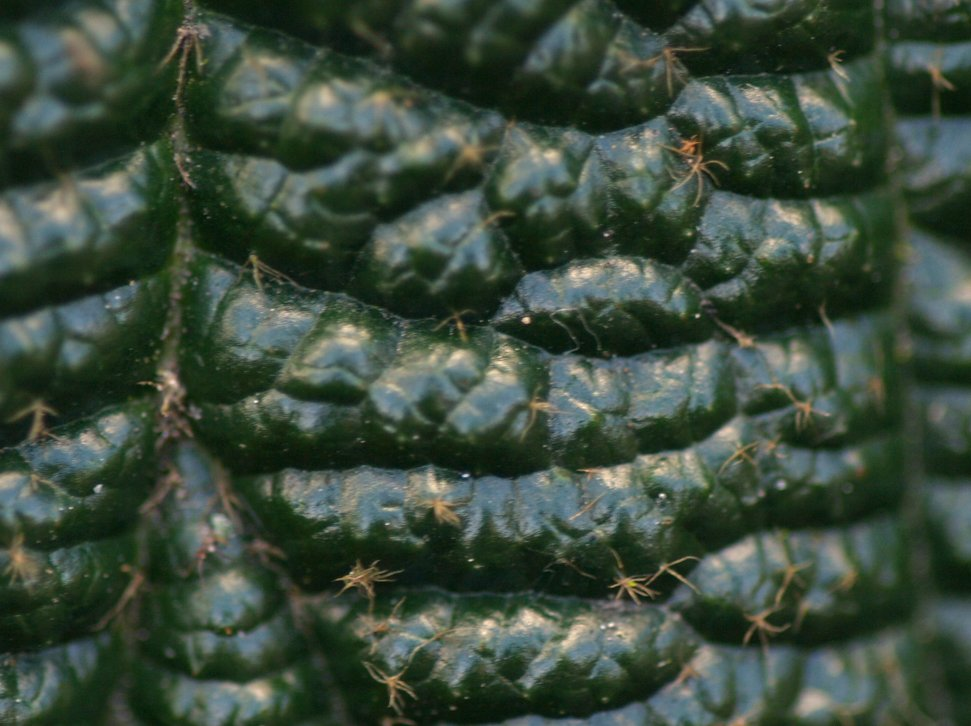
الورق الجعد
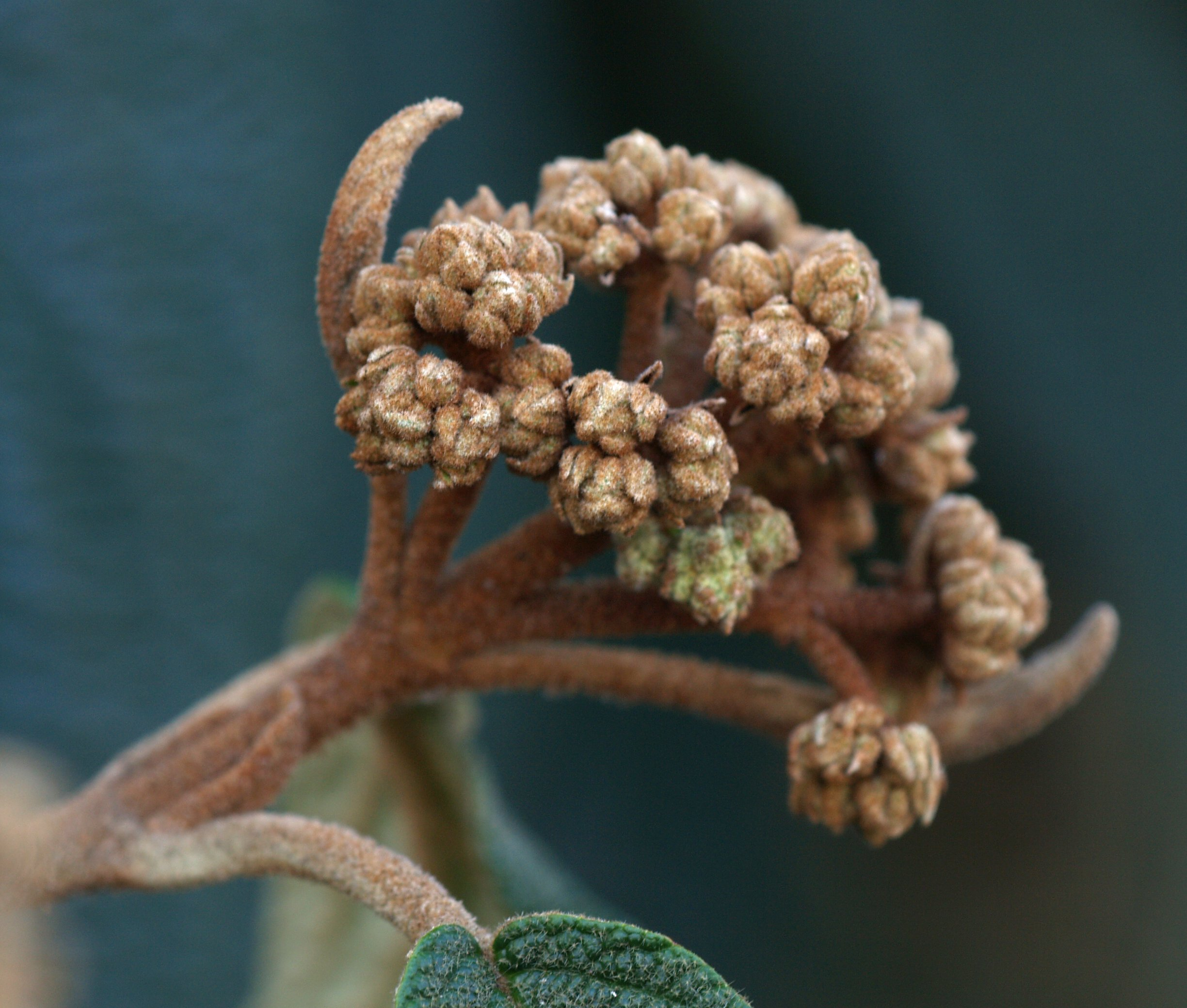
البراعم
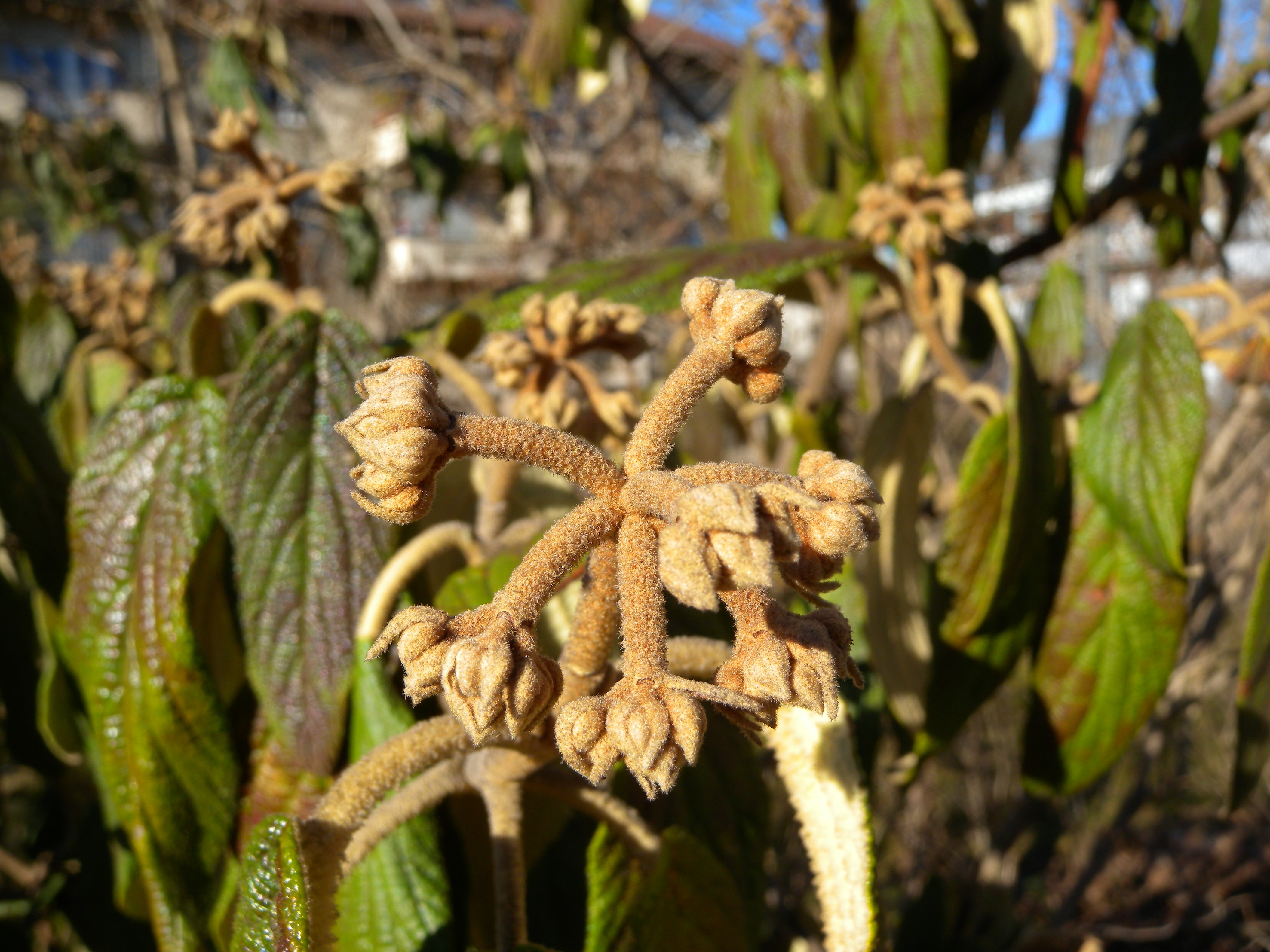
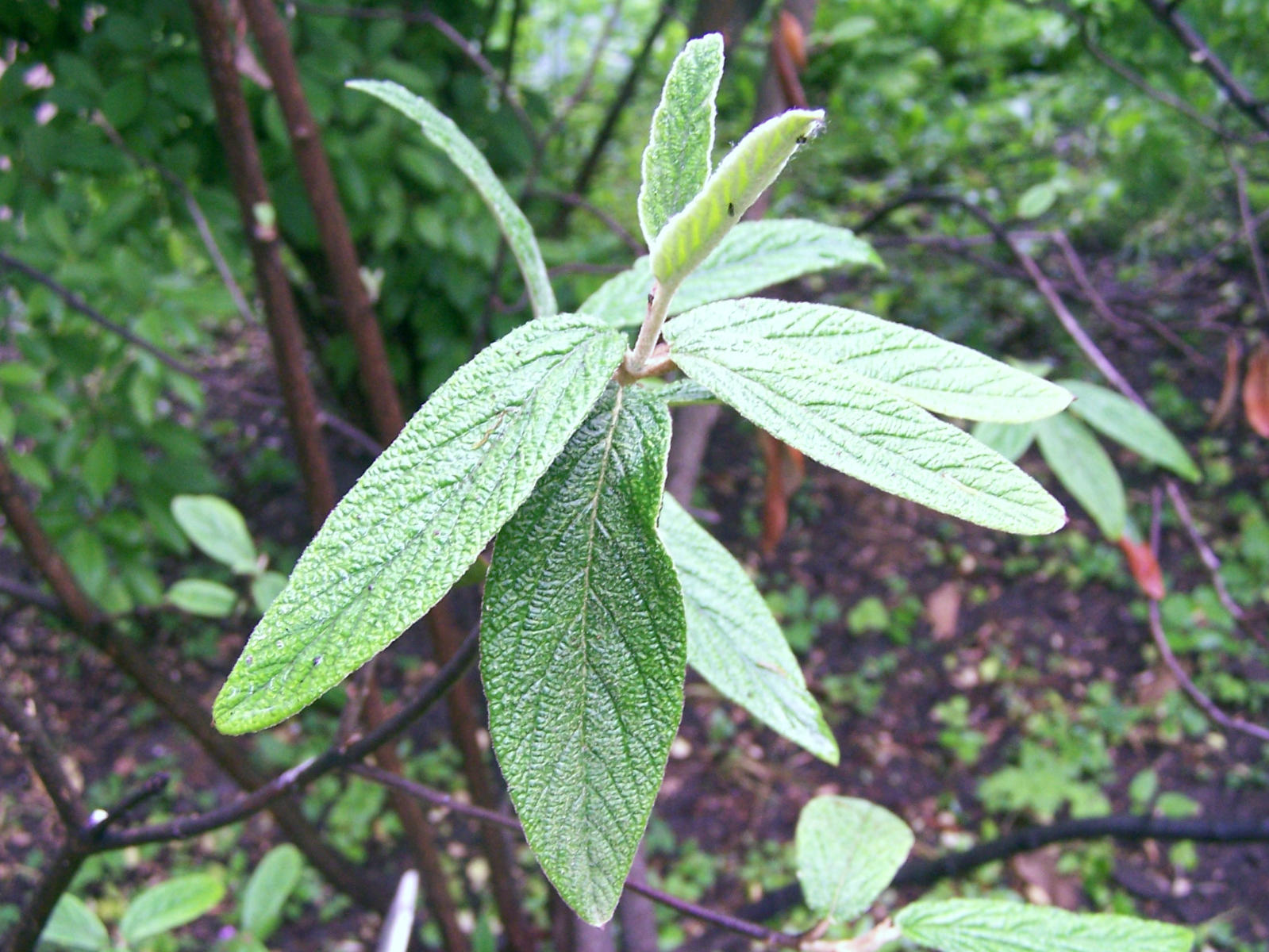
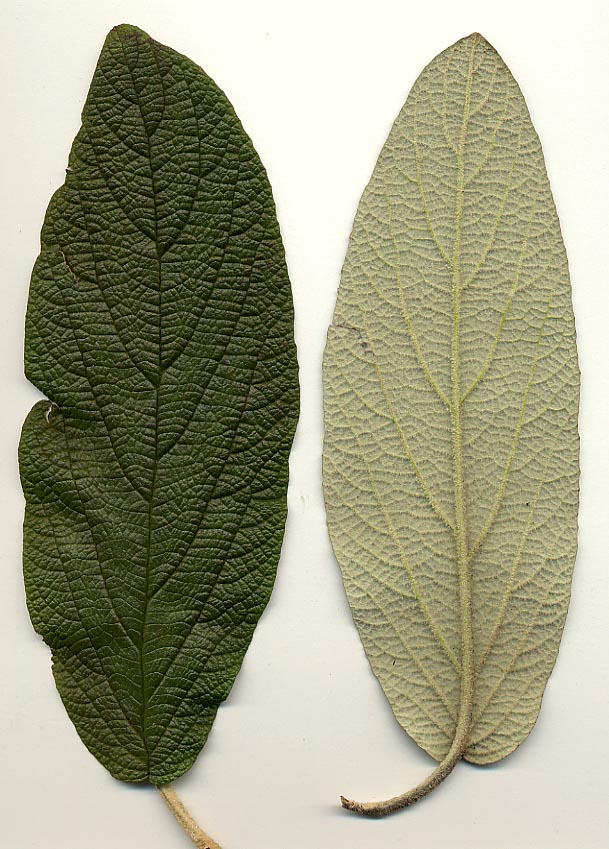
وجها ورق النبات
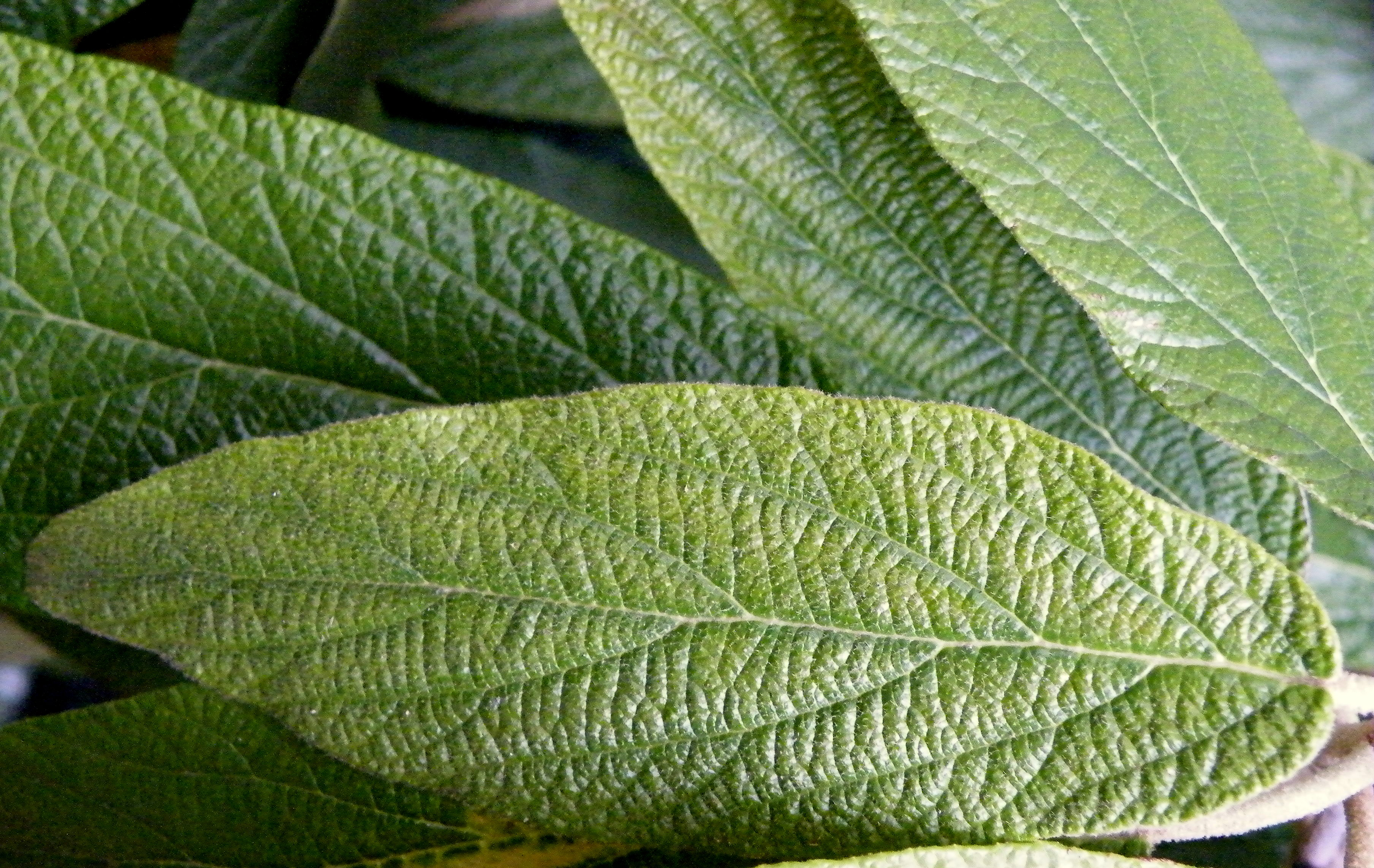
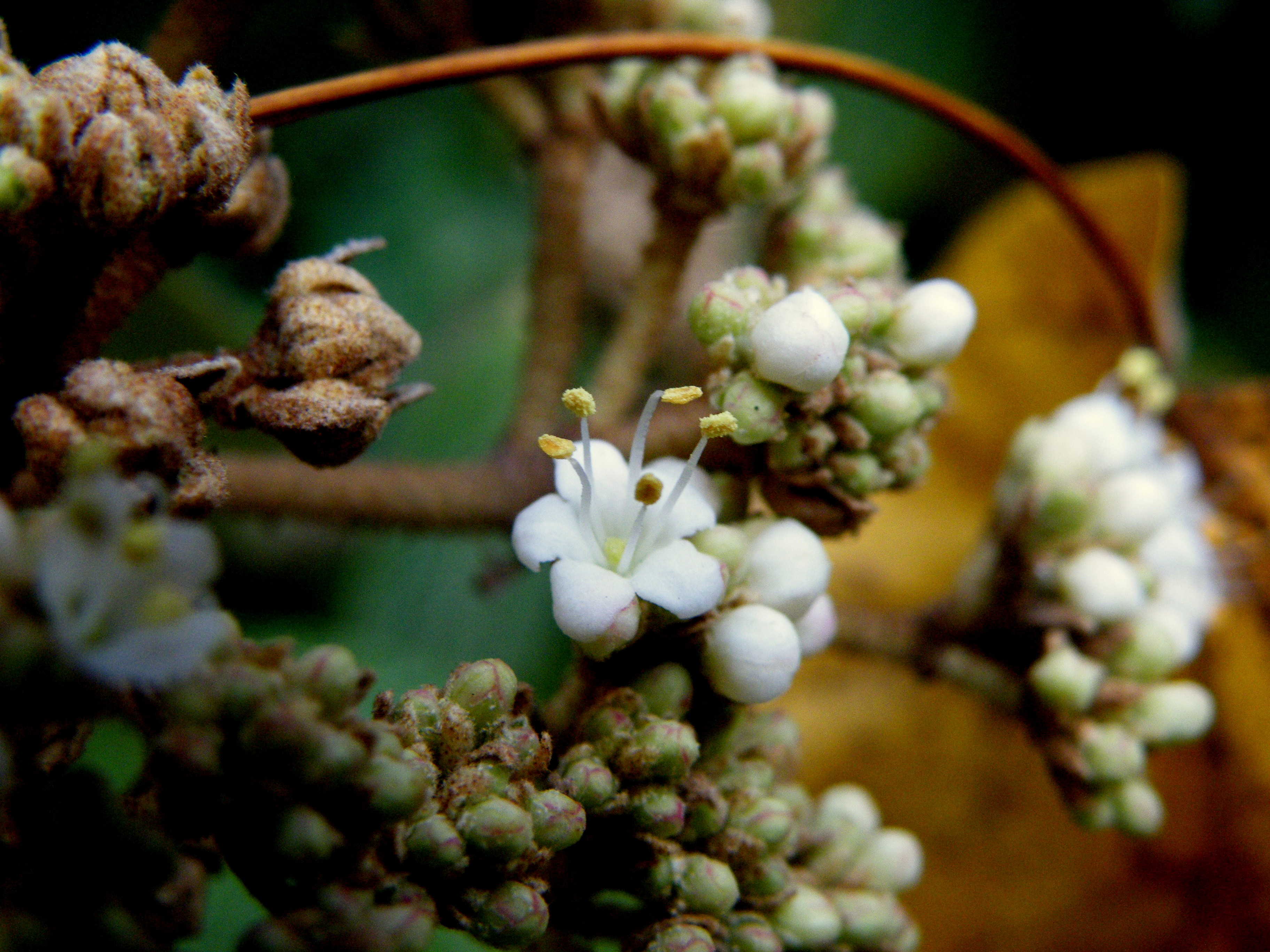
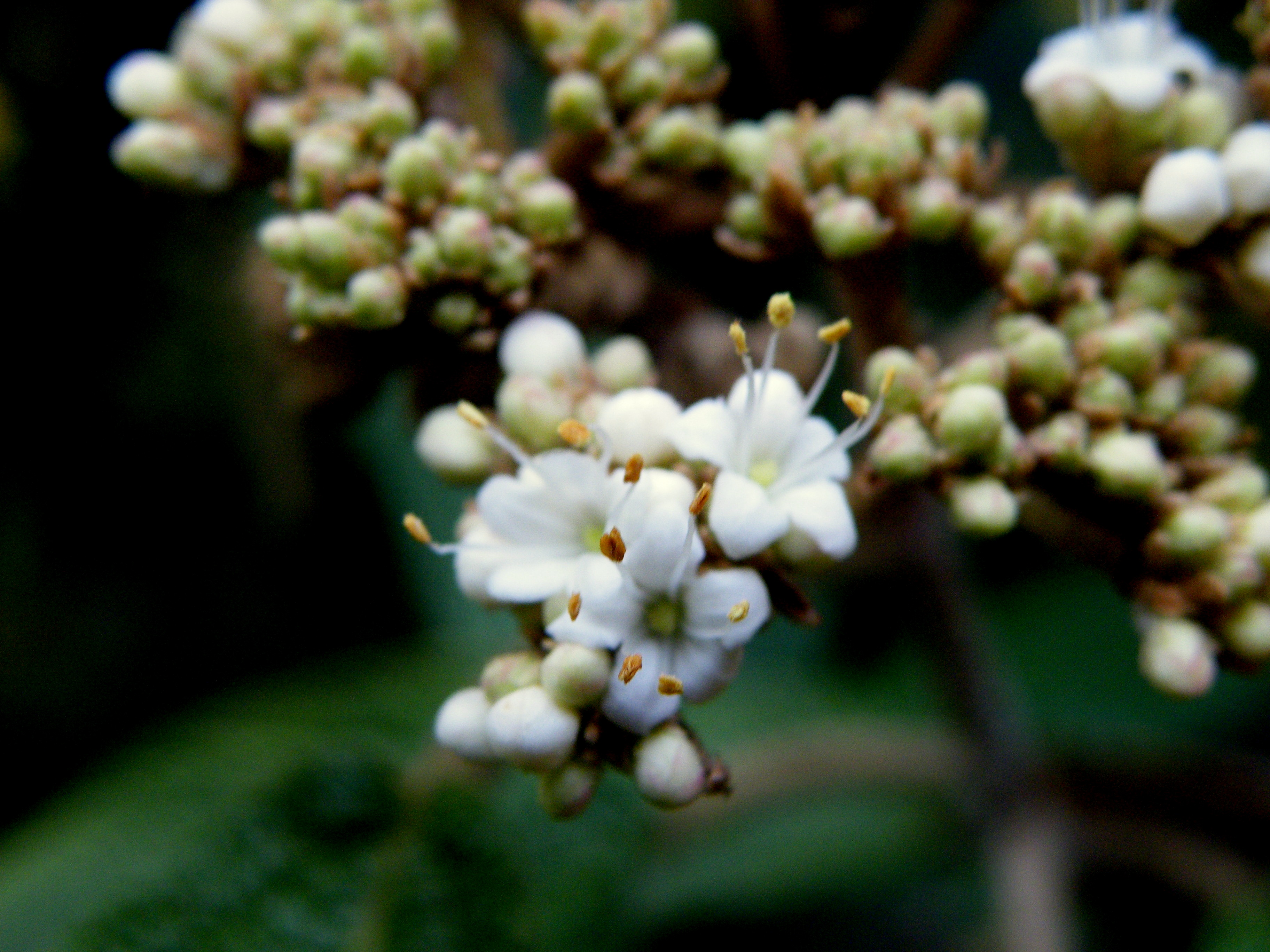
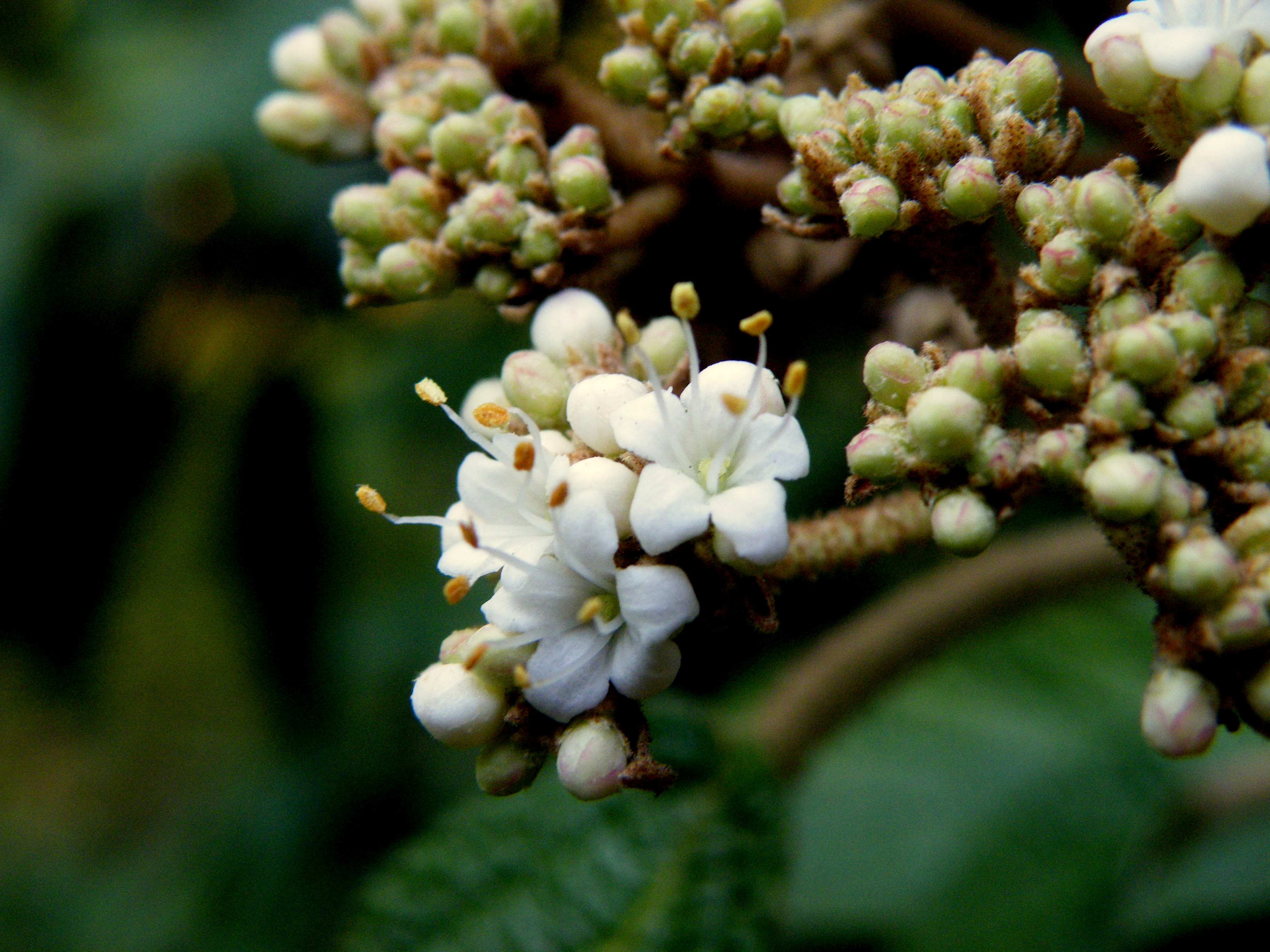
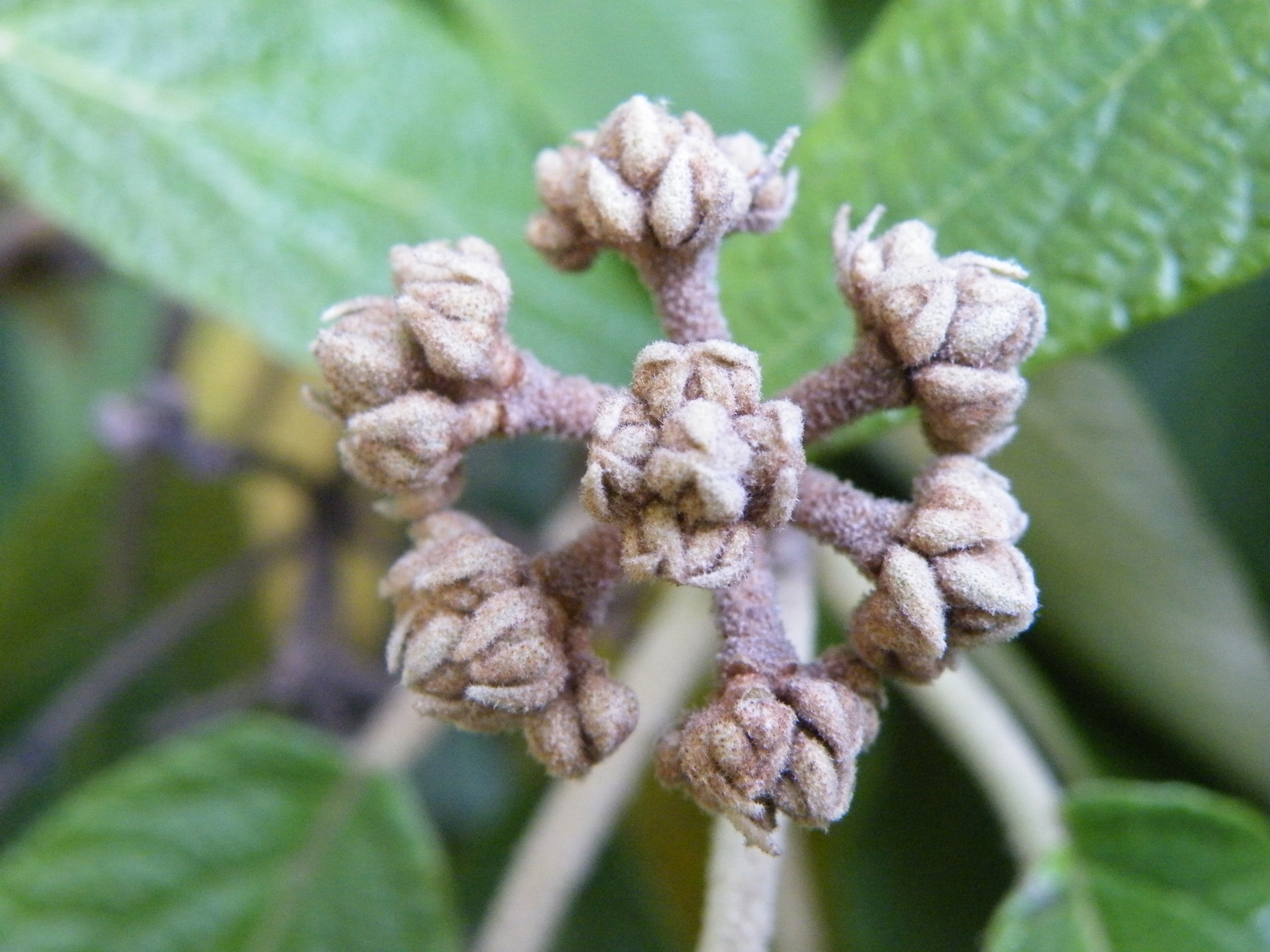
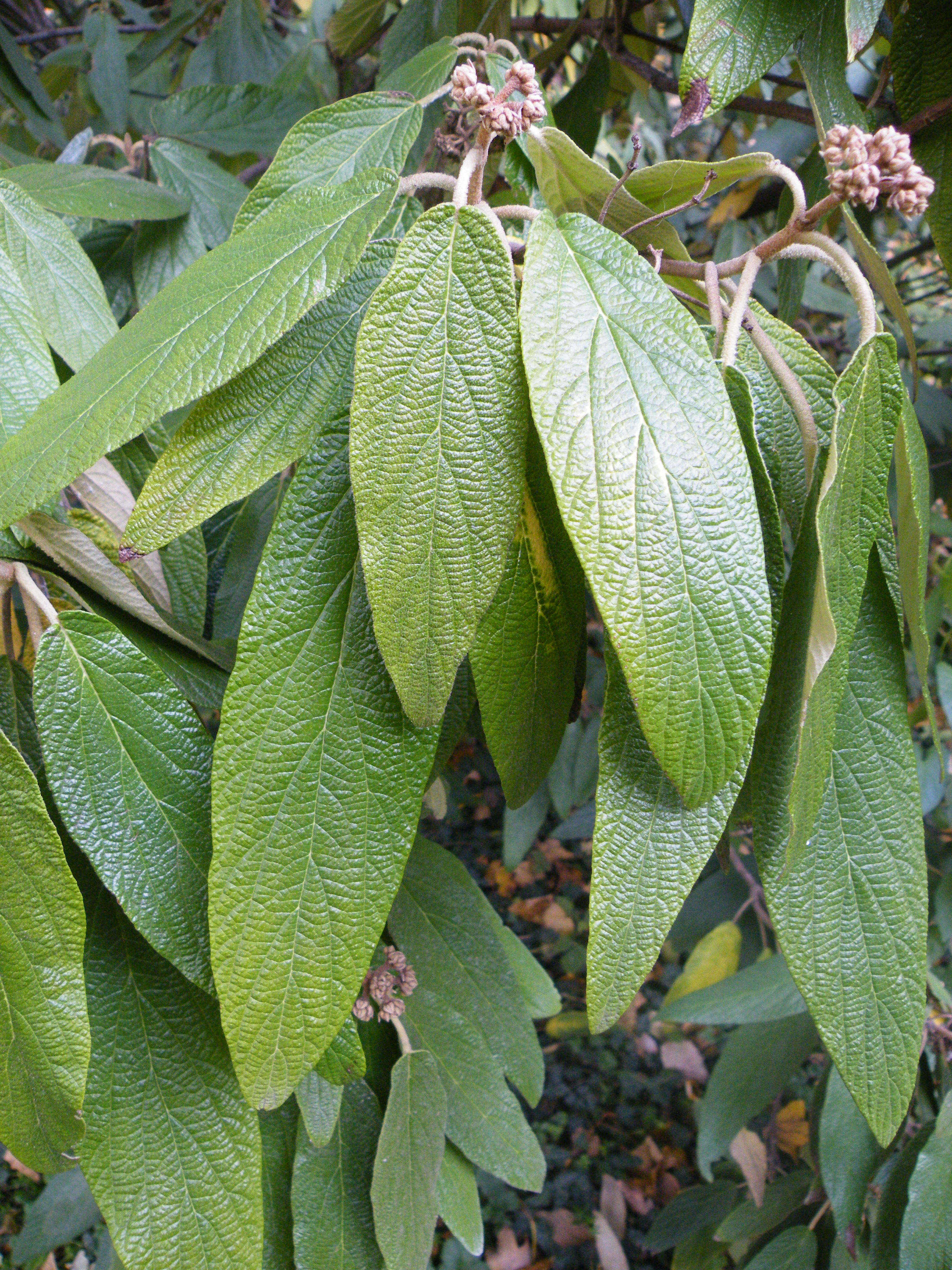
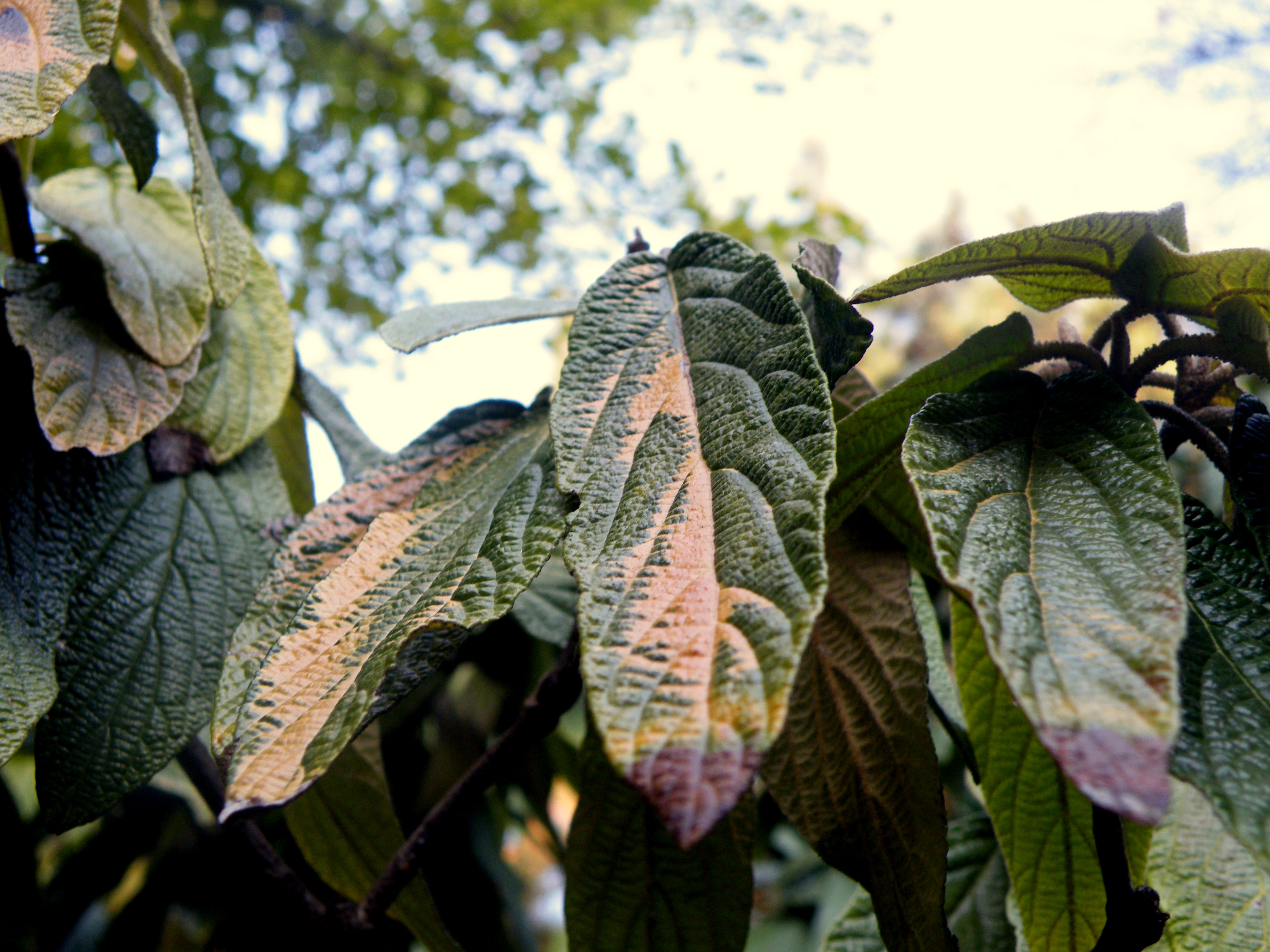
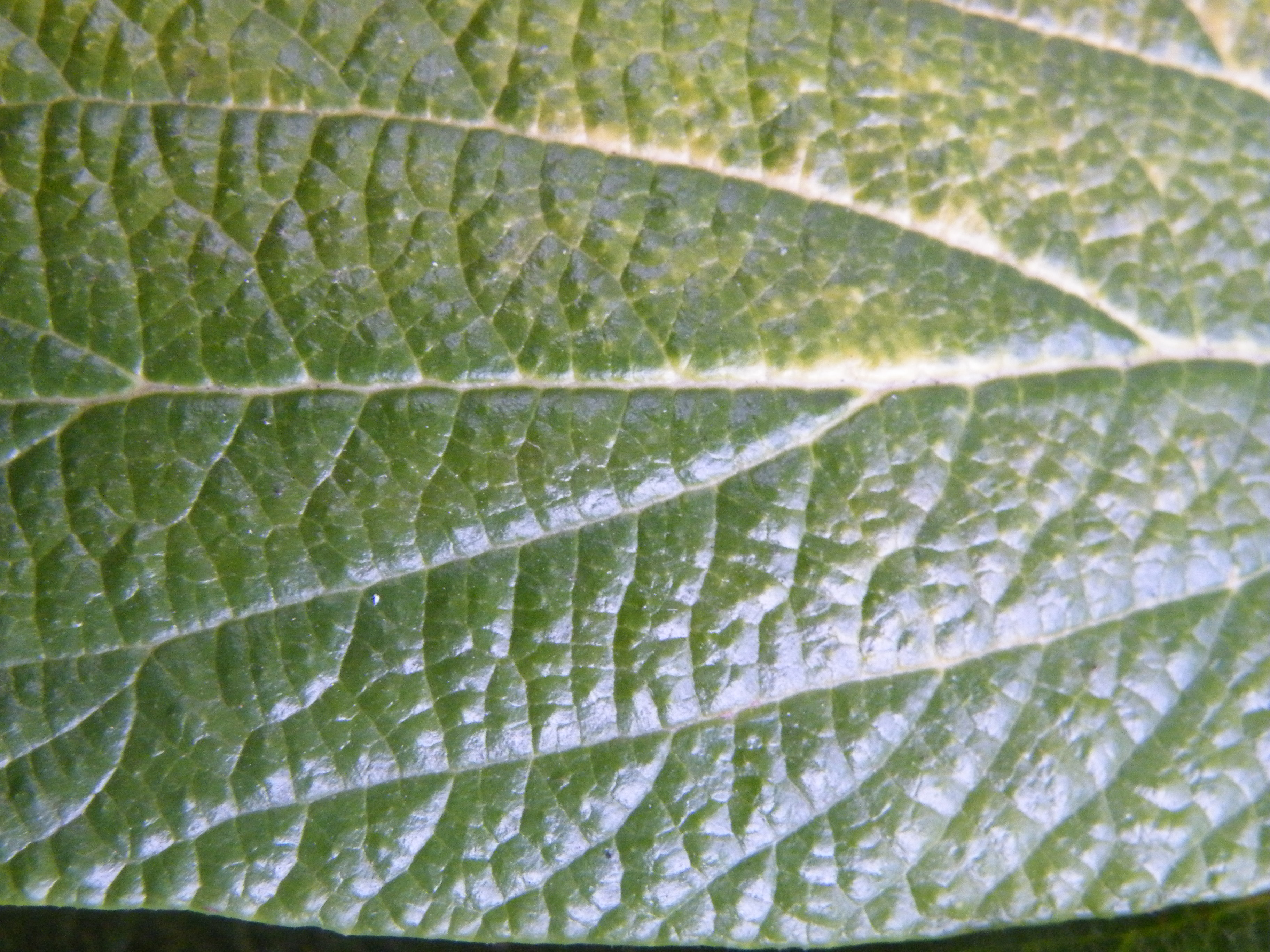